# Trifurcula albiflorella
Trifurcula albiflorella là một loài bướm đêm thuộc họ Nepticulidae. Loài này có ở Hy Lạp và Thổ Nhĩ Kỳ.
Sải cánh dài 4.25–5 mm.
Ấu trùng ăn Nepeta nuda albiflora. The mine the leaves of their host plant.